# Pozal de Gallinas
Pozal de Gallinas település Spanyolországban, Valladolid tartományban. Pozal de Gallinas Medina del Campo, Pozaldez, Olmedo, La Zarza, Valladolid és Moraleja de las Panaderas községekkel határos. Lakosainak száma 538 fő (2024).

## Népesség
A település népessége az utóbbi években az alábbiak szerint változott:
| Lakosok száma | 500  | 499  | 519  | 526  | 550  | 538  | 549  | 539  | 527  | 538  |
|               | 2001 | 2004 | 2007 | 2009 | 2012 | 2014 | 2017 | 2019 | 2022 | 2024 |